# Hadzor
Hadzor est une localité d'Angleterre située dans le comté du Worcestershire.